# Supíkovice
Supíkovice település Csehországban, a Jeseníki járásban. Supíkovice Hradec-Nová Ves, Písečná, Velké Kunětice, Česká Ves és Stará Červená Voda településekkel határos. Lakosainak száma 644 fő (2024. január 1.).

## Népesség
A település lakosságának változását az alábbi diagram mutatja:
| Lakosok száma | 1106 | 1307 | 1540 | 766  | 713  | 671  | 666  | 666  | 651  | 644  |
|               | 1869 | 1890 | 1921 | 1950 | 1980 | 2001 | 2017 | 2019 | 2022 | 2024 |